# حسن بن دلدار علي الهندي
السيد حسن بن دلدار علي النقوي النصير آبادي الهندي (1205 هـ - 1260 هـ). هو رجل دين وفقيه شيعي هندي ينتمي لأسرة شيعيّة معروفة إذ أنّه ثالث أولاد المرجع الشيعي دلدار علي الهندي، وأخذ العلوم الدينيَّة عن أبيه وأخيه الأكبر المعروف بسلطان العلماء.

## ولادته ونشأته
كانت ولادته بمدينة لكهنو لتسع بقين من ذي القعدة 1205 هـ، ونشأ بها وتعلَّم على أبيه وأخيه الأكبر محمد المعروف بسلطان العلماء.

## وفاته
توفي بلكنهو في الحادي عشر من شوّال 1260 هـ، ودفن بحسينية غفران مآب (حسينية أبيه).

## مؤلفاته
من مؤلفاته:
| - حاشية على تحرير أقليدس. - رسالة في تحقيق معنى إن شاء الله. - رسالة في أحكام الأموات. | - تذكرة الشيوخ والشبان. في المواعظ. - الباقيات الصالحات. في أصول الدين، باللغة الأردويَّة. - رشحه فيض. باللغة الفارسيَّة في التجويد. |